# IC 976
IC 976 ist eine linsenförmige Galaxie vom Hubble-Typ S0-a im Sternbild Jungfrau auf der Ekliptik. Sie ist schätzungsweise 67 Millionen Lichtjahre von der Milchstraße entfernt.
Das Objekt wurde am 12. April 1888 vom französischen Astronomen Lewis Swift entdeckt.